# Ranunculus brattius
Ranunculus brattius är en ranunkelväxtart som beskrevs av Günther von Mannagetta und Lërchenau Beck. Ranunculus brattius ingår i släktet ranunkler, och familjen ranunkelväxter. Inga underarter finns listade i Catalogue of Life.